# Meteoromyrtus
Meteoromyrtus es un género monotípico de plantas con flores de la familia Myrtaceae. Su única especie, Meteoromyrtus wynaadensis (Bedd.), es originaria del sudoeste de la India.

## Sinonimia
- Eugenia wynaadensis Bedd.[4][3]